# Armour-Geddon
Armour-Geddon è un videogioco strategico/azione sviluppato e pubblicato dalla Psygnosis per Amiga, Atari ST e MS-DOS nel 1991.